# 聖潔の友
聖潔の友（きよめのとも、ホーリネス・ユニオン）は日本で最初の超教派によるきよめ派の組織である。
聖化の教理を信じて、体験した人が、連絡を保ち、交わりを共にして、集会をするための組織で、ジョン・ウェスレーのホーリー・クラブにならった。

## 歴史
1900年頃、メソジスト派を脱退した中田重治がメソジスト内外にいた聖潔（きよめ）を重んじる人たちとともに結成する。焔の舌に参加者の消息がのせられた。
聖化を重んじる人たちのために相互の祈りと連絡と毎年の修養会の開催を行った。そして、聖化の教理を広めるために、随時聖別会と救霊会を行った。
後に、規約が作られて、本部を中央福音伝道館に置いた。

## 参加者
- 河辺貞吉
- バゼット・ウィルクス
- J・B・ソントン（ソントンの創業者）
- 北米スカンヂナビアン・アライアンス・ミッションの宣教師達
- 笹尾鉄三郎
- 秋山由五郎
- 三谷種吉
- 竹田俊造
- 金谷碩太郎（後の、御牧碩太郎）
- 白戸良作
- 藤岡潔
- 土肥修平
- 村松浅四郎
- 木原外七
- 山鹿元次郎
- 飯久保貞次郎
- 本間俊平
- 松野菊太郎